# Final de la Copa de Oro de la Concacaf 2017

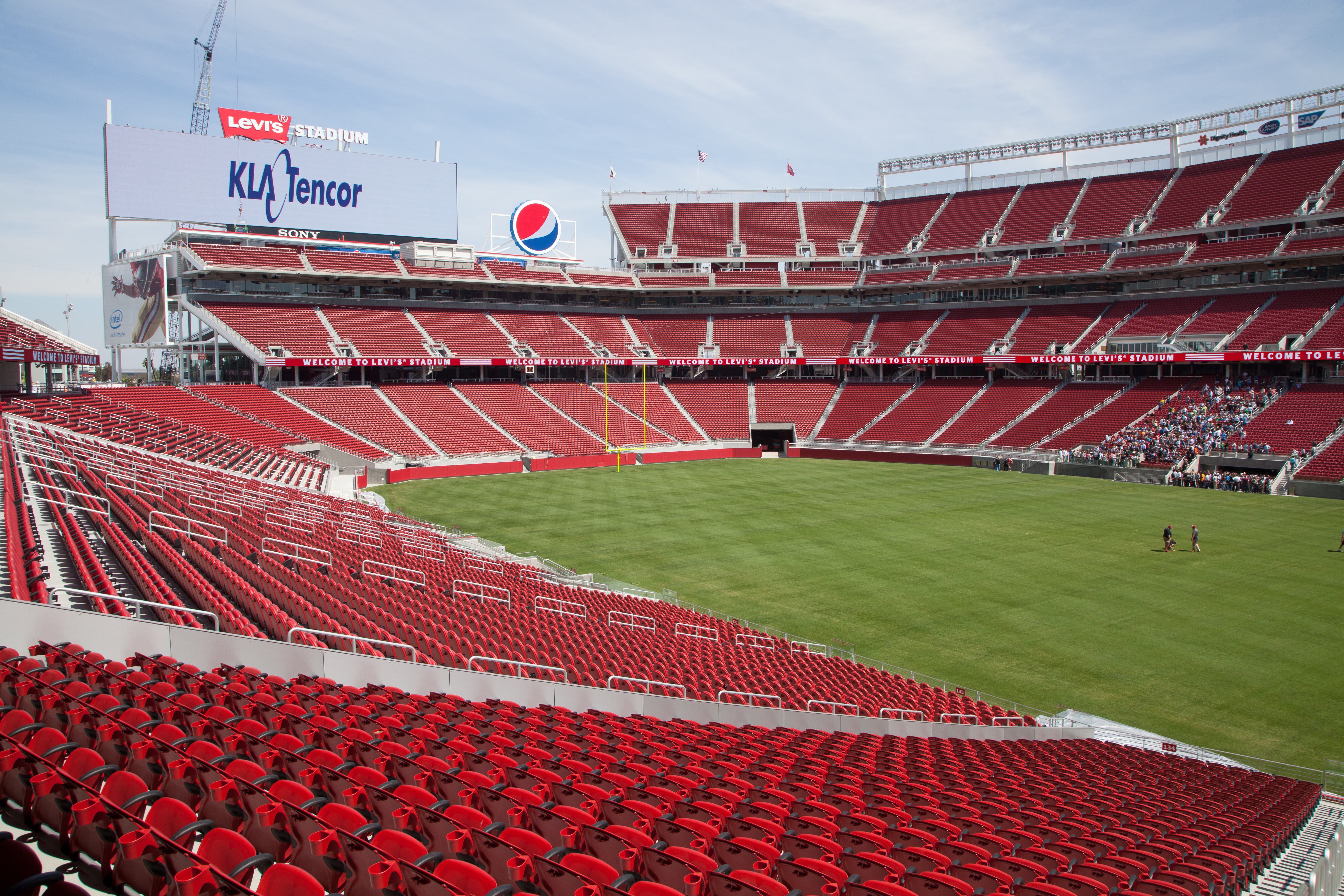
El Levi's Stadium fue el recinto donde se jugó la final de la competición.

La final de la Copa de Oro de la Concacaf de 2017 se disputó en el Levi's Stadium ubicado en Santa Clara, el 26 de julio de 2017. A la final llegaron el equipo local Estados Unidos y la selección de Jamaica, siendo esta la segunda ocasión consecutiva en que los Reggae Boyz son capaces de llegar a esta instancia, mientras que los estadounidenses iban por una nueva corona luego de haber ganado la final de 2013 ante Panamá.
El encuentro terminó con el triunfo norteamericano por 2 a 1, esto merced a los goles de Jozy Altidore y Jordan Morris para la victoria de Estados Unidos, mientras que el empate momentáneo para Jamaica lo convirtió Je-Vaughn Watson. Con este triunfo Estados Unidos obtuvo su sexto título continental.

## Enfrentamiento
| Bandera de Estados Unidos | vs. | Bandera de Jamaica |
| Estados Unidos 2          | vs. | Jamaica 1          |
| ------------------------- | --- | ------------------ |

### Finales jugadas anteriormente
| Equipo         | Finales jugadas anteriormente                        |
| -------------- | ---------------------------------------------------- |
| Estados Unidos | 1991, 1993, 1998, 2002, 2005, 2007, 2009, 2011, 2013 |
| Jamaica        | 2015                                                 |

## Antecedentes
El siguiente cuadro muestra el historial de enfrentamientos en ediciones anteriores de la Copa Oro de la Concacaf entre los equipos.
| Jamaica vs. Estados Unidos |                  |                            |
| 1993                       | Fase de grupos   | Estados Unidos 1:0 Jamaica |
| 2005                       | Cuartos de final | Estados Unidos 3:1 Jamaica |
| 2011                       | Cuartos de final | Estados Unidos 2:0 Jamaica |
| 2015                       | Semifinal        | Estados Unidos 1:2 Jamaica |

## Camino a la final
| Selección      | Pts. | PJ | PG | PE | PP | GF | GC | Dif |
| -------------- | ---- | -- | -- | -- | -- | -- | -- | --- |
| Estados Unidos | 7    | 3  | 2  | 1  | 0  | 7  | 3  | 4   |
| Panamá         | 7    | 3  | 2  | 1  | 0  | 6  | 2  | 4   |
| Martinica      | 3    | 3  | 1  | 0  | 2  | 4  | 6  | -2  |
| Nicaragua      | 0    | 3  | 0  | 0  | 3  | 1  | 7  | -6  |

| Selección   | Pts. | PJ | PG | PE | PP | GF | GC | Dif |
| ----------- | ---- | -- | -- | -- | -- | -- | -- | --- |
| México      | 7    | 3  | 2  | 1  | 0  | 5  | 1  | 4   |
| Jamaica     | 5    | 3  | 1  | 2  | 0  | 3  | 1  | 2   |
| El Salvador | 4    | 3  | 1  | 1  | 1  | 4  | 4  | 0   |
| Curazao     | 0    | 3  | 0  | 0  | 3  | 0  | 6  | -6  |

## Partido
| 24         | Guardameta     | Tim Howard       |       |
| 2          | Defensa        | Jorge Villafaña  |       |
| 3          | Defensa        | Omar González    |       |
| 5          | Defensa        | Matt Besler      |       |
| 19         | Defensa        | Graham Zusi      |       |
| 20         | Centrocampista | Paul Arriola     | 76'   |
| 23         | Centrocampista | Kellyn Acosta    | 55'   |
| 25         | Centrocampista | Darlington Nagbe | 90+1' |
| 26         | Centrocampista | Michael Bradley  |       |
| 8          | Delantero      | Jordan Morris    |       |
| 27         | Delantero      | Jozy Altidore    |       |
| Entrenador | Entrenador     | Bruce Arena      |       |

| 1          | Guardameta     | Andre Blake       | 23' |
| 3          | Defensa        | Damion Lowe       |     |
| 4          | Defensa        | Ladale Richie     | 87' |
| 5          | Defensa        | Alvas Powell      |     |
| 20         | Defensa        | Kemar Lawrence    |     |
| 21         | Defensa        | Jermaine Taylor   |     |
| 8          | Centrocampista | Oniel Fisher      |     |
| 15         | Centrocampista | Je-Vaughn Watson  |     |
| 18         | Centrocampista | Owayne Gordon     |     |
| 10         | Delantero      | Darren Mattocks   | 90' |
| 22         | Delantero      | Romario Williams  |     |
| Entrenador | Entrenador     | Theodore Whitmore |     |

| 28 | Delantero      | Clint Dempsey | 55'   |
| 9  | Centrocampista | Gyasi Zardes  | 76'   |
| 13 | Centrocampista | Dax McCarty   | 90+1' |

| 13 | Guardameta     | Dwayne Miller | 23' |
| 17 | Centrocampista | Kevon Lambert | 87' |
| 11 | Delantero      | Cory Burke    | 90' |

| Anotado | 45' | Jozy Altidore | 1–0 |
| Anotado | 88' | Jordan Morris | 2–1 |

| Anotado | 50' | Je-Vaughn Watson | 1–1 |

| Amonestado | 37'   | Kellyn Acosta |
| Amonestado | 76'   | Graham Zusi   |
| Amonestado | 90+2' | Tim Howard    |

| Amonestado | 32' | Darren Mattocks |
| Amonestado | 57' | Ladale Richie   |

| Árbitro             | Walter López     |
| Árbitros asistentes | Gerson López     |
| Árbitros asistentes | Hermenerito Leal |
| Cuarto Árbitro      | Ricardo Montero  |

| 24         | Guardameta     | Tim Howard       |       |
| 2          | Defensa        | Jorge Villafaña  |       |
| 3          | Defensa        | Omar González    |       |
| 5          | Defensa        | Matt Besler      |       |
| 19         | Defensa        | Graham Zusi      |       |
| 20         | Centrocampista | Paul Arriola     | 76'   |
| 23         | Centrocampista | Kellyn Acosta    | 55'   |
| 25         | Centrocampista | Darlington Nagbe | 90+1' |
| 26         | Centrocampista | Michael Bradley  |       |
| 8          | Delantero      | Jordan Morris    |       |
| 27         | Delantero      | Jozy Altidore    |       |
| Entrenador | Entrenador     | Bruce Arena      |       |

| 1          | Guardameta     | Andre Blake       | 23' |
| 3          | Defensa        | Damion Lowe       |     |
| 4          | Defensa        | Ladale Richie     | 87' |
| 5          | Defensa        | Alvas Powell      |     |
| 20         | Defensa        | Kemar Lawrence    |     |
| 21         | Defensa        | Jermaine Taylor   |     |
| 8          | Centrocampista | Oniel Fisher      |     |
| 15         | Centrocampista | Je-Vaughn Watson  |     |
| 18         | Centrocampista | Owayne Gordon     |     |
| 10         | Delantero      | Darren Mattocks   | 90' |
| 22         | Delantero      | Romario Williams  |     |
| Entrenador | Entrenador     | Theodore Whitmore |     |

| 28 | Delantero      | Clint Dempsey | 55'   |
| 9  | Centrocampista | Gyasi Zardes  | 76'   |
| 13 | Centrocampista | Dax McCarty   | 90+1' |

| 13 | Guardameta     | Dwayne Miller | 23' |
| 17 | Centrocampista | Kevon Lambert | 87' |
| 11 | Delantero      | Cory Burke    | 90' |

| Anotado | 45' | Jozy Altidore | 1–0 |
| Anotado | 88' | Jordan Morris | 2–1 |

| Anotado | 50' | Je-Vaughn Watson | 1–1 |

| Amonestado | 37'   | Kellyn Acosta |
| Amonestado | 76'   | Graham Zusi   |
| Amonestado | 90+2' | Tim Howard    |

| Amonestado | 32' | Darren Mattocks |
| Amonestado | 57' | Ladale Richie   |

| Árbitro             | Walter López     |
| Árbitros asistentes | Gerson López     |
| Árbitros asistentes | Hermenerito Leal |
| Cuarto Árbitro      | Ricardo Montero  |

|                           |
| Bandera de Estados Unidos |
| Campeón Estados Unidos    |
| 6.to título               |